# دو زن (فیلم ۱۹۶۰)
دو زن  (به ایتالیایی: La ciociara) فیلمی ایتالیایی محصول سال ۱۹۶۰ به کارگردانی ویتوریو دسیکا است. داستان فیلم دربارهٔ یک زن است که سعی می‌کند از دختر جوانش در برابر جنگ و ترس محافظت کند. در این فیلم بازیگران مشهوری مانند سوفیا لورن و ژان پل بلموندو هنرنمایی می‌کنند.
سوفیا لورن در حالی جایزه بهترین بازیگر نقش اول زن را برای این فیلم در مراسم اسکار تصاحب کرد که تبدیل به اولین کسی شد که به عنوان بازیگر در فیلمی با زبانی غیر از انگلیسی این جایزه را کسب می‌کرد.

## داستان فیلم
رم، جنگ جهانی دوم، سال ۱۹۴۳: چزپرا (لورن)، مادری بیوه، با دختر سیزده ساله خود، رزتا (براون) زندگی می‌کند. با شدت گرفتن بمباران شهر از سوی متفقین، چزیرا تصمیم می‌گیرد که خواربارفروشی کوچک خود را رها کند و همراه دخترش به دهکده زادگاهش در منطقه چوچاریا بگریزد. محبوب او، جووانی (والونه)، نیز می‌پذیرد که در غیابش مواظب مغازه باشد. به‌زودی مادر و دختر به دهکده می‌رسند و زندگی آرامی را در پیش می‌گیرند. به‌خصوص که چزیرا با روشن‌فکری به‌نام میکله (بلموندو) رابطه برقرار می‌کند. اما رزتا نیز به میکله دل می‌بندد و رابطه این سه نفر گره می‌خورد. روزی گروهی از سربازان آلمانی، در حال عقب‌نشینی، وارد دهکده می‌شوند و میکله را به‌عنوان راهنما با خود می‌برند. چزیرا تصمیم می‌گیرد که به رم بازگردد. در بین راه گروهی از سربازان مراکشی به او و دخترش هتک حرمت می‌کنند…

## نقش‌ها
- سوفیا لورن - چزیرا
- ژان-پل بلموندو- میکله دی لیبرو
- الئنورا براون- روزتا
- کارلو نینچی - فلیپو، پدر میکله
- راف والونه - جووانی
- آندرا کچی - یک فاشیست
- پوپلا ماجو - روستایی
- اما بارون - ماریا
- آنتونلا دلا پورتا - مادری دیوانه
- ماریو فِرِرا

## جوایز
در این فیلم سوفیا لورن برنده جایزه اسکار بهترین بازیگر نقش اول زن شد. این اولین اسکار بازیگری برای یک بازیگر غیر انگلیسی زبان بود. سوفیا لورن همچنین جایزه بهترین بازیگر نقش اول زن در جشنواره فیلم کن سال ۱۹۶۱ شد. لورن برنده ۲۲ جایزه بین‌المللی برای فیلم دو زن شد.